# 蕨手刀
蕨手刀是日本刀的種類之一。

## 概要
古墳時代末期的6世紀到8世紀頃日本東北地方為中心製造。7世紀後半為東北地方北部作為陪葬品。刀把的把頭如同蕨類一樣而得名，刀徑與刀身一起鍛造，刀刃部份較為細。
在日本全國有200件出土。最多在古墓和遺址出土。發現地區分布有北海道、東北地方為多特別是在岩手縣就有70件以上之多。甲信越地方也有發現。在四國九州也有少數的存在。其他還有，正倉院裡保存的蕨手刀（「黑作橫刀」）。
初期形狀柄和刀身直線形狀（直刀）為多。東北地方生產刀身刃朝上刀柄扭曲的刀。到後來騎兵戰，為了在馬上砍斬方便的緣故，彎曲度不段變化到後來和平安時代的毛拔形太刀形狀非常相似。很多人認為蕨手刀就是日本刀刀形變化的先導，對日後日本彎刀的出現產生過重大的影響。
另外有些人推認在東北地方出土的蕨手刀是蝦夷人所使用的武器。

## 備註
蕨手刀的形體從江戶時代，由文章『桂林漫錄』繪圖確認，古刀圖為切頭二尺五寸四大小的蕨手刀的描繪。根據描敘，在現在的岩手縣和賀郡所出土的東西。